# Megaselia transversiseta
Megaselia transversiseta är en tvåvingeart som beskrevs av Bridarolli 1951. Megaselia transversiseta ingår i släktet Megaselia och familjen puckelflugor. Inga underarter finns listade i Catalogue of Life.